# Złamane śluby (film 1969)
Złamane śluby (ang. Change of Habit) – amerykański dramat muzyczny z 1969 roku, w którym główne role grają Elvis Presley i Mary Tyler Moore. Jest to także ostatni fabularny film Elvisa.

## Obsada
- Elvis Presley jako dr John Carpenter
- Mary Tyler Moore jako siostra Michelle
- Barbara McNair jako siostra Irena
- Jane Elliot jako siostra Barbara
- Edward Asner jako porucznik Moretti
- Regis Toomey jako ojciec Gibbons

## Fabuła
Doktor John Carpenter prowadzi klinikę w miejskim getcie. Jest zaskoczony, kiedy pewnego dnia przychodzą do niego trzy kobiety i oferują mu swoją pomoc. Przez długi czas nie zdaje sobie sprawy z tego, że panie są zakonnicami i biorą udział w doświadczalnym programie, którego celem jest efektywniejsze dotarcie do ludzi żyjących w zamkniętych grupach. Pracują w społeczeństwie jako zwykłe kobiety i noszą cywilne ubrania, gdyż boją się, że mieszkańcy mogliby być im niechętni, gdyby poznali ich prawdziwą tożsamość. Z czasem Carpenter zakochuje się w jednej z sióstr, Michelle Gallagher, nie wiedząc, że jest ona zakonnicą. Siostra Michelle także zaczyna odwzajemniać jego uczucia, ale jest niechętna temu, by zostawić zakon.

## Produkcja
Kiedy Elvis kończył swoją aktorską karierę w Hollywood, jak na ironię dostał rolę o której zawsze marzył. Chociaż nie był to szczególnie głęboki film, to Złamane śluby zaprezentował inny niż dotychczas wizerunek Elvisa. Zamiast kolejnej komedii był dramat, w którym śpiewa tylko trzy piosenki, czwarta gra w czasie, gdy rozpoczyna się film.
Film kręcono w Los Angeles i studiach Universalu, w marcu i kwietniu 1969 r. Premiera w USA miała miejsce 10 listopada 1969 r. Film przez cztery tygodnie utrzymywał się na liście Variety Box Office Survey, gdzie dotarł na 17 miejsce.

## Ścieżka dźwiękowa
W filmie pojawiają się tylko cztery piosenki, dlatego też ścieżka dźwiękowa, jak przy wcześniejszych filmach, nie została wydana. Wszystkie utwory znalazły się jednak na późniejszych albumach Elvisa. Piosenka Rubberneckin ze ścieżki dźwiękowej filmu, nagrana została w American Sound Studios w Memphis w styczniu 1969 r. czyli w czasie, gdy Elvis nagrywał album From Elvis in Memphis zapowiadający jego powrót na scenę. Pozostałe piosenki ze ścieżki dźwiękowej Elvis nagrał już w Recording Studios w Los Angeles między 5 a 7 marca 1969 r. Tylko Rubberneckin ukazał się jako singiel (razem z Don’t Cry Daddy), pozostałe piosenki Change of Habit i Have a Happy wydano w 1970 r. na kompilacyjnym albumie Let's Be Friends. Let Us Pray z kolei wypuszczono dopiero w 1971 r. z albumem You'll Never Walk Alone. Została nagrana jeszcze dodatkowa piosenka Let's Be Friends ale nie wykorzystano jej w filmie, wydano ją za to na płycie pod tym samym tytułem.
Lista piosenek:
1. Let Us Pray
2. Change of Habit
3. Rubberneckin'
4. Have a Happy
5. Let's Be Friends